# Joseph Bruno Slowinski
Joseph Bruno Slowinski (15 de noviembre de 1962-12 de septiembre de 2001) fue un herpetólogo estadounidense  que trabajó extensamente con serpientes de la familia Elapidae.

## Investigación y carrera
Slowinski nació el 15 de noviembre de 1962 en la ciudad de Nueva York, Nueva York. Obtuvo su licenciatura en biología de la Universidad de Kansas en 1984 y recibió su Ph.D. en la Universidad de Miami en 1991, estudiando con el herpetólogo Jay M. Savage. Realizó trabajos postdoctorales en el Museo Nacional de Historia Natural y en la Universidad Estatal de Luisiana, y eventualmente ocupó un puesto como profesor de biología en la Universidad del sudeste de Luisiana.
Slowinski fue el fundador de la primera revista herpetológica en línea, Herpetología Contemporánea, y se desempeñó como su editor en jefe. También fue curador del Departamento de Herpetología de la Academia de Ciencias de California. Su área principal de investigación fue sobre serpientes venenosas, habiendo escrito unos 40 artículos revisados por pares y un libro.

## Muerte y legado
El 11 de septiembre de 2001, mientras investigaba a fondo en una región aislada de Birmania, Slowinski fue mordido por una serpiente krait juvenil de muchas bandas (Bungarus multicinctus). Murió 29 horas después de que su equipo hiciera varios intentos fallidos para obtener atención médica. El clima de esa noche fue particularmente malo, impidiendo que un helicóptero transportara a Slowinski a un hospital y haciendo imposible llevar suministros médicos al campamento.
Una biografía póstuma de Slowinski titulada The Snake Charmer fue escrita en 2008 por Jamie James.
Tres especies nuevas fueron nombradas por Slowinski: una especie de culebra de maíz de América del Norte (Pantherophis slowinskii), una especie de gecko con dedos doblados originaria de Birmania (Cyrtodactylus slowinskii) y una especie de krait nativa de Vietnam (Bungarus slowinskii).